# 张铁健
张铁健（1949年—），河南洛阳人，中国人民解放军将领、中国人民解放军中将。 
2006年，授予中国人民解放军中将，曾任沈阳军区政治部主任。 